# Radio (徳永英明のアルバム)
『radio』（ラジオ）は1986年8月21日に発売された德永英明2枚目のオリジナル・アルバム。

## 概要
先行シングル「夏のラジオ」収録。
11曲目「愛の中から」は九州朝日放送「モーニングモーニング」オープニング・テーマ。
4曲目「ライディーン」のみ鈴木キサブローによる楽曲提供。

## 収録曲
作曲：德永英明（4以外）
編曲：奥慶一（特記以外）　
1. 9月のストレンジャー[4:07][2]
  - 作詞：秋谷銀四郎
2. 夏のラジオ[4:29][2]
  - 作詞：竹花いち子
3. 僕のハートに君はStay　[3:52][2]
  - 作詞：大津あきら、編曲：椎名和夫
4. ライディーン[3:47][2]
  - 作詞：大津あきら、作曲：鈴木キサブロー、編曲：椎名和夫
5. 夢に抱かれて[4:00][2]
  - 作詞：神田エミ、補作詞：秋谷銀四郎、編曲：和泉一弥
6. 抱きしめたい[4:24][2]
  - 作詞：篠原仁志
7. ペンダント[3:58][2]
  - 作詞：大津あきら、編曲：和泉一弥
8. 感じるままに[4:13][2]
  - 作詞：竹花いち子
9. 振られるなんて[3:57][2]
  - 作詞：竹花いち子
10. 心の中はバラード[4:22][2]
  - 作詞：篠原仁志
11. 愛の中から[4:06][2]
  - 作詞：篠原仁志、編曲：和泉一弥